# Алеандер, Джироламо
Джироламо Алеандер (лат. Hieronymus Aleander, итал. Girolamo Aleandro; род. 13 февраля 1480, Мотта, Тревизо — 1 февраля 1542, Рим) — итальянский гуманист, учёный и кардинал эпохи Реформации. Первый кардинал назначенный Папой in pectore (“в тайне”).

## Биография
Сначала изучал медицину, но затем обратился к богословию и филологии, попал ко двору папы Александра VI, учил потом в Венеции, где подружился с Эразмом Роттердамским и Альдом Мануцием, был послан Папой с дипломатическим поручением в Венгрию и в 1508 году получил приглашение от Людовика XII в Парижский университет на кафедру греческого и латинского языков и литературы. Будучи, однако, слабого здоровья, он окончательно перешёл в духовное звание и в качестве капеллана и канцлера лютихского епископа Эбергарда попал в 1516 году ко двору Льва X, который сумел удержать ловкого и учёного гуманиста при себе, дав ему место библиотекаря в Ватикане.
Отсюда начинается его деятельность как одного из самых ожесточённых противников Реформации в Германии. Он присутствовал в качестве папского легата на сейме в Вормсе в 1520 году, и его проискам и дипломатической ловкости приписывают издание так называемого Вормсского эдикта, осуждавшего Лютера как еретика. Он доказывал, что Лютер как еврей по происхождению несмотря на декларируемое Лютером сближение с православием, на самом деле, сближает западное христианство с иудаизмом.. После сейма в качестве нунция направлен в Нидерланды, где осудил на сожжение двух монахов, сторонников Реформации (одних из первых жертв католической реакции). В 1523 году папа Клемент VII назначил его архиепископом Бриндизи и Ориа и направил послом к двору французского короля Франциска I. Вместе с последним попал в плен в битве при Павии, освободился лишь после уплаты большого выкупа. Три раза он являлся апостольским нунцием в Германию с специальным поручением помешать мирному соглашению между католиками и протестантами, но безуспешно.
Назначен кардиналом in pectore 22 декабря 1536 года папой Павлом III (одновременно с Реджинальдом Поулом), но об этом было публично объявлено лишь 13 марта 1538 года.

## Вклад в культуру
Его «Lexicon graeco-latinum» (Париж, 1512) должен быть признан за лучшее сочинение этого рода в то время. Им же изданы грамматика греческого языка и несколько поэтических сочинений. Хранящиеся в Ватиканской библиотеке манускрипты его неоконченного трактата «De Concilio habendo» (сыгравшего немалую роль на Тридентском соборе), его переписка и, наконец, записки, относящиеся до его нунциатур (они послужили кардиналу Паллавичино материалом для его «Istoria del concilio de Trento»), заключают в себе богатые сведения об истории религиозных движений того времени.